# Liu Liming
Liu Liming (chinesisch 刘丽明; * 29. Dezember 1989 in Jilin) ist eine frühere chinesische Biathletin und Skilangläuferin.
Liu Liming lebt in Jilin und trainierte in Dalian. Sie startete für den chinesischen Biathlonverband. Die Sportsoldatin bestritt 2004 in Haute-Maurienne die Biathlon-Juniorenweltmeisterschaften und wurde 46. des Einzels, 38. des Sprints, 21. der Verfolgung und mit Dong Xue und Yuping Jia Staffel-Elfte. Kurze Zeit später debütierte Liu in Lake Placid im Biathlon-Weltcup und qualifizierte sich als 53. eines Sprints sofort für ein Verfolgungsrennen, das sie jedoch als überrundete Läuferin nicht beenden konnte. In der folgenden Saison bestritt die Chinesin zunächst in Forni Avoltri ihre ersten Rennen im Europacup und gewann als 24. in Sprint und Verfolgung erste Punkte. Es folgte die erneute Teilnahme an den Juniorenweltmeisterschaften in Martell. Liu wurde 37. des Sprints, 38. der Verfolgung und erreichte mit Platz 14 im Einzel sein bestes internationales Ergebnis. Danach nahm sie an den Biathlon-Weltmeisterschaften 2007 in Antholz teil, wo sie sich als 50. des Sprints für das Verfolgungsrennen qualifizieren konnte, aber dieses nicht bestritt. Der 50. Rang war zugleich das beste Weltcup-Resultat der Chinesin. Es folgten weitere Einsätze in der Folgesaison.
Im Skilanglauf bestritt Liu zunächst seit 2005 internationale Rennen im Far East Cup und FIS-Rennen. Zum Karrierehöhepunkt wurden die Olympischen Winterspiele 2006 in Turin. Bei den Rennen von Pragelato Plan kam sie in der Freistil-Sprintqualifikation auf den 65. Platz und qualifizierte sich somit nicht für die Finalrennen. 2007 startete sie in ihrem einzigen Rennen im Skilanglauf-Weltcup und gewann als 27. über 10 Kilometer Freistil in Changchun Weltcuppunkte. Nach dem Saisonende bestritt sie keine internationalen Rennen mehr.

## Biathlon-Weltcup-Platzierungen
Die Tabelle zeigt alle Platzierungen (je nach Austragungsjahr einschließlich Olympische Spiele und Weltmeisterschaften).
- 1.–3. Platz: Anzahl der Podiumsplatzierungen
- Top 10: Anzahl der Platzierungen unter den ersten zehn (einschließlich Podium)
- Punkteränge: Anzahl der Platzierungen innerhalb der Punkteränge (einschließlich Podium und Top 10)
- Starts: Anzahl gelaufener Rennen in der jeweiligen Disziplin
- Staffel: inklusive Mixed- und Single-Mixed-Staffeln

| Platzierung         | Einzel | Sprint | Verfolgung | Massenstart | Staffel | Gesamt |
| ------------------- | ------ | ------ | ---------- | ----------- | ------- | ------ |
| 1. Platz            |        |        |            |             |         |        |
| 2. Platz            |        |        |            |             |         |        |
| 3. Platz            |        |        |            |             |         |        |
| Top 10              |        |        |            |             |         |        |
| Punkteränge         |        |        |            |             |         |        |
| Starts              | 1      | 6      | 1          |             |         | 8      |
| Stand: Karriereende |        |        |            |             |         |        |